# Clito (singolo)
Clito è un singolo della rapper italiana Madame, pubblicato il 6 novembre 2020 come secondo estratto dal primo album in studio eponimo.

## Tracce
Testi e musiche di Francesca Calearo.
1. Clito – 2:52

## Classifiche
| Classifica (2021) | Posizione massima |
| ----------------- | ----------------- |
| Italia            | 47                |